# Ajn at-Tina al-Gharbijja
Ajn at-Tina al-Gharbijja (arab. عين التينة الغربية) – miejscowość w Syrii, w muhafazie Hims. W 2004 roku liczyła 1092 mieszkańców.